# Gunnar Morén
Gunnar Morén, född 21 september 1959 i Ludvika, är violinist i Östen med Resten.

## Fotnoter
1. ↑  Freebase Data Dumps, Google.[källa från Wikidata]